# Marta Marco i Viñas
Marta Marco i Viñas (Badalona, 1976) és una actriu catalana. Ha treballat en teatre, cinema i televisió, és coneguda pels seus papers a Ventdelplà, El coronel Macià i Xtrems.
Va estudiar a l'Institut Badalona VII (1990-1994), durant aquests anys va decidir estudiar per ser actriu. Va cursar estudis de periodisme. Seguidament, es va formar a l'Institut del Teatre, i mentre hi estudiava va debutar a 19 anys en unes funcions de commedia dell'arte al Mercat de les Flors. No obstant això, el seu debut oficial va ser l'any 2000 al Teatre Lliure a l'obra Fashion Feeling Music. Des d'aleshores ha participat a nombroses produccions, tant de teatre com de cinema o televisió.
Del 2015 al 2018 va interpretar un personatge a la sèrie Merlí de TV3.
Filla del també actor Lluís Marco i de Neus Viñas, el seu germà és el jugador de bàsquet Carles Marco.

## Filmografia principal

### Cinema
- 2003: Soldats de Salamina
- 2004: Mala uva
- 2006: El coronel Macià, en el paper d'Eugènia Lamarca
- 2006: Coses que passen
- 2007: Fuerte Apache
- 2009: Xtrems
- 2011: Meublé. La Casita Blanca

### Televisió
- 1999: Nissaga: l'herència
- 2002: Psico express
- 2003: Setze dobles
- 2009: 90-60-90
- 2005-2010: Ventdelplà
- 2010-2011: Gavilanes
- 2015: Cites
- 2015-2018: Merlí

## Obres de teatre[calcitació]
- 2000: La filla del mar, en el paper de Mariona
- 2000: Terra baixa, en el paper de Marta
- 2001: Unes polaroids explícites
- 2003: La perritxola, en el paper de La Perritxola
- 2003: Romeu i Julieta
- 2004: El censor
- 2004: Teatre sense animals
- 2005: Un matrimoni de Boston
- 2006: El malentès
- 2007: Mòbil
- 2008: El cercle de guix caucasià
- 2009: El meu nom és Rachel Corrie, basada en els diaris de Rachel Corrie
- 2009: La Casa de Bernarda Alba
- 2011: El misantrop
- 2015: El curiós incident del gos a mitjanit
- 2016: Dansa d'agost
- 2017: Les noies de Mossbank Road
- 2019: La reina de la bellesa de Leenane
- 2020: 53 diumenges
- 2021: Les irresponsables
- 2022: La trena